# 馬なり1ハロン劇場
『馬なり1ハロン劇場』（うまなりいちハロンシアター）は、よしだみほによる日本の漫画作品である。
『週刊競馬報知』（のちの『ファンファーレ』）1989年12月10日号で連載開始。当初は『それいけ岡部クン!!』という題名だったが、翌1990年に表題のタイトルに改名した。1998年8月に『ファンファーレ』が休刊になったことに加え作者の自宅が火災に遭ったため約半年間連載休止を余儀なくされるが、翌1999年4月より『漫画アクション』に移籍して連載を再開。さらに2003年9月に『アクション』が休刊になるとインターネット（双葉社Webマガジン）での連載に移行。2013年4月には双葉社の漫画雑誌編集部全体の再編に伴い『WEBコミックアクション』に移籍した。
2019年、連載開始30周年を迎え、同年4月19日に連載1000回を迎えたのを機に連載終了。改めて、『馬なり1ハロン!NEO』（netkeiba.com、2019年5月10日 - ）と『馬なりde SHOW』（週刊大衆、2019年6月3日号 - ）の2本の連載を開始。

## 概要
通常1話4ページで構成される。現実の競馬で起きた出来事をモデルにして作られておりお笑い系のストーリーが多いが、シリアスな話や読者の涙を誘うような話もある。主役は馬で、まれに騎手が主役になるときもある。作中に登場する馬は擬人化されており、人間の言葉を話し意思の疎通もできる。レースの場面ではしばしば乗っている騎手が省略されて描かれ、馬が2本足で走っていることもある。
漫画であることを利用したメタフィクション的な小ネタも駆使される。たとえば芦毛のプレクラスニーを「スクリーントーン貼り忘れ」とネタにしたり、フジキセキが故障で早々に引退したときに「わざわざ彼の毛色（青鹿毛）のためだけにトーンを買ったのに」と作者自身が作中で嘆くといったネタが見られる。

## おもな設定
登場する馬の性格は、さまざまな情報（スポーツ新聞の記事など）や馬名をもとに設定されている。以前に登場したことのある馬が別の性格に変わっていることがあるが、作者いわく「マンガに登場する馬は役者であり、その回その回で異なる役を演じてもらっている」とのことである。
種牡馬や繁殖牝馬が（大レースなどで）自身の産駒の父母として登場するときは、背広などスーツを着用することが多い。すでに死んだ馬や人が登場することも多々あり、その際には頭上に天使の輪（後光）をつけており、雲に乗って現れることもある。馬の性別はまつげの有無で区別されており、まつげのあるほうが牝馬であるがそれ以外は大きな違いがなく、この点を作者自ら作中でシーキングザパールを使ってネタにした。
登場回数が多く、ある程度性格が決まっている馬や騎手などのおもな例を以下に示す。

### おもな登場馬
シンザンには「先生」、シンボリルドルフには「様」、ノーザンテーストには「御大」の尊称がつけられることが多い。オグリキャップやサンデーサイレンスは自分で自分に「様」をつけるが、ほかの馬がそう呼ぶことはない。競走成績についての詳細は各馬の項目を参照。
サンデーサイレンス
プライドが高く、一人称に「様」をつける。怒筋がトレードマーク。一度怒筋をまったく出さずにいたことがあったが、最後は一気に大量に噴出させてしまった。
生前は他馬や自身の産駒以外の馬に対して見下した態度をとることも多く、とくに性格も立場も正反対であったオグリキャップとは犬猿の仲であった。のちにローエングリンにお酌して酒を交わすなど、産駒以外の馬と普通に接する描写もされているが、怒筋は相変わらずである。
日本の種牡馬と繁殖牝馬が自身の産駒であふれて次世代が交配できない危機を迎えたとき、キングマンボ産駒のエルコンドルパサーが大量の繁殖牝馬と交配してくれたという恩義があるため、彼には頭が上がらない。
産駒が負けると、牡馬に対しては「噛み付き」でお仕置きをする。死後もよく天界から「噛み付き」にやってくる。怒りが頂点に達すると自分の天使の輪を噛み砕くこともある。
オグリキャップ
アイドルホースであることを自覚している。目立つことが大好きで、登場時には屋内外を問わず場面が暗くなり、GIのファンファーレ（関東版）とともにスポットライトに照らされて現れる。
義理人情に篤く、自分と同じ地方競馬から移籍してきた馬や、当時の規定でクラシックに出られない外国産馬には親身に接する。サンデーサイレンスとは仲が悪く、よく「サン公」と呼び捨てにしていた。タケユタカともコンビを組んだ当初は彼の『笑っていいとも!』内での発言や秋の天皇賞でユタカ騎乗のスーパークリークに負けたことなどの理由からあまり良好な関係ではなかったが、その後はクサレ縁的な関係になっていた。
現役当時に長期滞在することが多かった馬の温泉には「日本ダービーでの着順でお風呂に入る順番や洗い場のポジションが決まる」という不文律があったが、ダービー不出場の彼はそれを一切無視していた。
現実のオグリキャップの馬体は引退後に白くなったが、本作品では「違和感がある」ということで現役時代同様の容姿で登場している。スクリーンヒーローに白毛馬のユキチャンと間違えられ、自分で身体を現役時代の姿にペイントするという描写もなされた。
シンザン
しゃべり方が古風で横文字が苦手であり、馬の名前をよく間違える。年のせいか呂律も回らない（例：「シンボリルドルフ」→「シンボリさん家のルロルフ君」、「ディープインパクト」→「デープインパクト君」、「オルフェーヴル」→「オルヘーブル君」）。たいていは和服を着ているご老体の姿だが、若駒を鍛えるべく現役当時の容姿に変身したり、2011年の皐月賞（東京競馬場開催の同レース優勝馬による顔合わせ）時は先輩のメイズイを出迎える為に若作りしたことも（メイズイの他にやってきた馬はキタノカチドキ、トウショウボーイ、ヤエノムテキ）。矯正具が嫌い（シンザン鉄は「蹄鉄の工夫」とのこと）。お供に息子のミホシンザンを連れている。
シンボリルドルフ
最初はきざで無愛想な役柄だったが、作者いわく『料理の鉄人』の影響で、西洋風にお高くとまっていてプライドが高いキャラクターに変わってしまった。妻と認める存在は自分に釣り合う格を持った初代三冠牝馬のメジロラモーヌだけ。血の気が多いシリウスシンボリに限っては弟分として接している。途中からは馬であるにも関わらず馬車に乗って現れるようになった。死後は天国からペガサスに曳かせた馬車で登場する。また、一度だけオカベを乗せるために自分が馬車を引いた事がある。
息子のトウカイテイオーは父と正反対の庶民派である。シンボリクリスエスがシンボリ牧場ではなく息子と同じ社台スタリオンステーションで種牡馬入りしたことに不満気の様子。
自身の主戦騎手であるオカベとは特別な絆で結ばれているものの、プライドが邪魔をしてつい天邪鬼な態度をとってしまう。しかしオカベが絡む企画では必ずと言っていいほど登場して彼を独占する。ほかのオカベのお手馬から反発を受けることもあるが、ほとんどは威圧してしまう。
テイエムオペラオー
真面目で優しい性格。
ブロコレ倶楽部入りし、作品内において「イマイチ馬」としてのイメージが定着してしまったため、のちに顕彰馬となるほどの実績を挙げたにもかかわらず損な役回りが多い。ナリタトップロードからも「この漫画ではお笑い系」とたしなめられた。
2001年の有馬記念後のブロコレ倶楽部の打ち上げで、酒に酔っていたメイショウドトウから突然「お前のことが好きだったんだー!!」と告白され、後日夢にまで見るほど彼を意識してしまったことがあった。
ディープインパクト
穏やかな性格の優等生。たまに子供っぽい無邪気な一面を見せることがあり、酒が入るとおしゃべりになる。単行本22巻の巻末で「トレセンで牝馬にまったくもてない」というエピソードが披露され、「成績だけは優秀なガリ勉でチビ」キャラになる可能性もあることが示唆された。
あまりに強すぎるため友達は少ないという設定だが、シックスセンスだけは親友として接している。同じ厩舎ということでレクレドールとも仲が良い。
2010年に産駒がデビューしてからは、あと一歩勝利に届かない子供たちの走りにハラハラしながら胃が痛い思いをする父親という役回りも増えた。一方で2017年の有馬記念では、出走できたのが一頭のみという子供達の不甲斐なさにキレて一時的に父親を思わせるキャラ崩壊を起こしている。
ステイゴールド
ブロコレ倶楽部の会員であり中興の祖。引退後もブロコレの回には真っ先に登場しているが、自分の産駒を自慢したり、ブロコレそっちのけで応援に行ったりするなどかなりの親バカぶりを発揮している。息子のドリームジャーニーに対しては「ヘボ馬」、「ドラ（バカ）息子」と本心とは裏腹な態度をとることが多いが、彼が2009年の有馬記念で優勝したときにはレースのビデオを何度も繰り返し観ては大喜びしていた。
テスコガビー
トーク番組「テスコの部屋」の司会者。連載初期に多く登場した。
ゴールドシチー
ヘビメタ野郎。自分と同じ尾花栗毛の馬が活躍すると霊界からやってきてヘビメタ仲間に勧誘する。名前を見て尾花栗毛だと思い込み、鹿毛のレディブロンドを勧誘に行ったことがある。
競走馬引退後宮崎で乗用馬転向のための調教を受けていたので、ときどき方言が混ざる。
ライスシャワー
現役時はお調子者で威勢がよかったが、死後は言動が多少落ち着いている。「レコードブレイク（記録更新）をブレイク（妨害）する」と称し、天界から登場することが多い。トレードマークは「自分の戦績を書いたタスキ」と「レコードブレイク金棒」であるが、金棒のみのことも多い。日本のコメ産業に関心が深い。
メジロライアン
極度の親バカで、エアガッツの応援の際にテンションを上げようとして酒を飲み泥酔してしまったり、メジロマックイーンにメジロドーベルの写真やGI勝利のビデオをあげて絶句させたこともある。
現役時代に重賞でことごとく芦毛馬に負けた（ハクタイセイ、メジロマックイーン、オグリキャップ、ユキノサンライズ）のは芦毛の叔父メジロティターンの同期だったサンエイソロンの呪いらしいとのこと。
メジロマックイーン
地味で自己主張の少ないのんびり屋。彼いわく「長距離それは『忍耐』」。夢は親子4代の天皇賞制覇を、できれば芦毛の子供で達成すること。生前芦毛の子・ホクトスルタンに英才教育を施しており、希望の種となっていた。
種牡馬のけい用先が同じサンデーサイレンスとは性格が180度反対ではあるがなぜか仲が良かった。彼とは「我々の仔同士を結婚させ、その仔で天下を獲ろう」と約束。その結果生まれたのがドリームジャーニーとオルフェーヴルの兄弟であるという。
イクノディクタス
財テクの女王。自身が一流血統ではないコンプレックスもあり、賞金稼ぎに執着する。他馬に賞金獲得のアドバイスをすることも多々あり。
サクラホクトオー
登場する直前に天気雨が降ったこともあるほどの「雨男」。1994年の猛暑と渇水による騒動のときには現役復帰を嘆願された。
トウショウファルコ
ゴールドシチーに素質を見出されヘビメタデビューしたが、怪我で引退。府中のライブハウス（東京競馬場）ではブルースのメジロファントム、ヒッピー系のロンスパークとの音楽性の違いに悩む（3頭とも東京競馬場の誘導馬であった）。
サクラバクシンオー
現役中にマイル戦で勝てなかったのは恋のお相手がいなかったためらしい。勝ち気な親父キャラだがフサイチコンコルド、サクラチトセオー、タイキシャトルといった後輩には手厳しい。産駒の応援でスキーパラダイスとともに酔いつぶれたこともある。
ミホノブルボン
優等生。33秒台の差し脚も持つだけに身のこなしも軽い。スプリングステークスの前には現実と同様にマスコミと陣営から酷評され、マスコミから高く評価されるノーザンコンダクトを「どれほど強いんだ」と思ったというエピソードが描かれた。菊花賞で2着に敗れた後、骨折して休養。復帰をあきらめない姿を作者が書くも、作者がその話を書いた次の日に引退を表明。種牡馬となる。種牡馬引退後は産まれた牧場にて功労馬として繋養される。そこでウキヨノカゼと出会い。スパルタ調教を教え込んだのち、競走馬として旅立つウキヨノカゼにかつての調教師、戸山為夫の「鍛えて最強馬をつくる」をプレゼントする。（その後もスランプの時再び調教を行う）
ウイニングチケット
弱気な性格だが、主戦騎手・シバタマサトに念願だったダービー勝利をプレゼント。シバタが騎手を引退するとメソメソ泣いた。
ビワハヤヒデ
天然ボケの性格。現実と同じく当初は赤いメンコがトレードマークとなっていた。古馬となってからは弟・ナリタブライアンとのネタが増加。当時の規定で天皇賞に出走できない騸馬のマーベラスクラウンに「天皇賞で会おう」と言ったりと、古馬になっても天然ボケは変わらなかった。幼馴染で同期生のビワミサキに密かに想いを寄せていた。
作中ではスーパークリークと並ぶ2大「顔デカ」キャラでもある。芦毛であるためオグリキャップ同様引退後は馬体が真っ白になったが、こちらは「華やかになった」という理由で真っ白な姿で登場している。
ナリタタイシン
同期のウイニングチケット、ビワハヤヒデと違って強気な性格。京都大賞典への出走を直前に回避したあとにビワハヤヒデに会った際も、回避したことを素直に言えず強がった。
ベガ
顔の中央の斑点が特徴的。競走馬は強くなければ意味がないといい、見た目に気を配る同期のユキノビジンとは対照的である。産経大阪杯で惨敗したのは、レースの数日前に主戦騎手のユタカが婚約を発表したことにショックを受けたのが原因とされている。
ナリタブライアン
穏やかで優しい性格。至ってマイペースで、あまり周りに合わせようとせず「悪いやつじゃないがどうも付き合いづらい」という理由で友達は多くなかったようである。心を許せる友達はサムソンビッグだけで、三冠記念パーティーでも自ら歓待した。
現役時代にシンザンやミスターシービーら先輩馬に三冠達成のためのアドバイスをもらいに行ったが、それまで何度も負けていたため、シンボリルドルフからは「（三冠の）資格なし!!」と一蹴された。死後には同じく三冠がかかっていたネオユニヴァースからアドバイスを乞われている。
ヒシアマゾン
牡馬を凌ぐ実力を持っていながら、当時の規定でクラシックや天皇賞に出られない不満を抱えている。プライドが高く、他者に媚びない率直な物言いと尊大な態度で敵を作りやすい。
引退後はオーナーの強い要望で、競走成績から見れば格下のヒシマサルと交配したが、まだ生まれぬ産駒の売り出し方法をめぐって大喧嘩した。
フジキセキ
父・サンデーサイレンスと同じく不遜な発言・態度が多い。「父の記録はどうせ将来自分が超える」と思っているが、産駒が自分が思っていたほど活躍しないことに危機感を持つ。
競走馬として将来を期待されていたがクラシックを目前に故障して引退したので、期待を押し付けられた同じ父親で同期のジェニュインとダンスパートナーに袋叩きにされた。
ダンスパートナー
父・サンデーサイレンスの性格を引き継ぎ、登場初期の言動は強気で傲慢。菊花賞に挑戦し紅一点の逆ハーレム状態に味をしめて恋の噂を流し続けた恋愛体質、元祖悪女キャラ。主戦騎手のユタカを取られた腹いせに同父のマーベラスサンデーを誘惑しようとするが、勝負に熱く燃える彼らの姿に魅力を感じてしまった。
勝負に生きる競走馬としての誇りは高く、弟・ダンスインザダークが屈腱炎を発症したときは彼に想いを寄せていて故障に怯えたロゼカラーに「壊れる馬は弱い」と言い切った。しかしそのあとでロゼカラーに慰めの言葉をかけたり、戦績不振に陥り周りから責められていたタヤスツヨシをフォローしたりといった一面もある。
引退後は妹・ダンスインザムードを自分のような恋多き女路線に引き込むべくダービーに挑戦させようとするが、弟に阻止される。その後も妹の前に現れては悪女キャラの指導をしている。
マーベラスサンデー
サンデーサイレンス産駒だが気性は大人しい。パドックで小便をする癖があり、父からは「（自分の産駒の）古馬のエースがお笑い系…」と嘆かれる。ダンスパートナーの誘惑には負けなかった。
バブルガムフェロー
その名のとおり、ときどき膨らませている風船ガムがトレードマーク。裏表の激しい性格で、父・サンデーサイレンスゆずりの怒筋は自由に動かせる。人前では怒筋を隠し温和なふりをして、人目がなくなると怒筋を顔に移動させてライバルを脅す。
骨折して皐月賞とダービーを逃したことを父にさんざん責められていた。その怒りを逸らすべくダンスインザダークを牧場に呼び、スケープゴートにする。
スキーパラダイス
現役時代に来日した際、食べ過ぎて16キログラム激太りしてしまい、安田記念で惨敗。このとき「（略して）スキッパラ」というあだ名がついた。娘のエアトゥーレが出走する桜花賞の直前に出会った大型馬のチアズグレイスをダイエットさせ、実娘そっちのけで彼女の桜花賞制覇に貢献した。
ドージマムテキ
わがままでひねくれたシーキングザパールの言動を真っ向から受け止められる唯一のお目付け役。彼女からは「ジィ」と呼ばれ、彼女の渡米・引退後や死後も強い信頼関係で結ばれている。
シーキングザダイヤに対しては、自分の放牧場の近くで飼われているヤギをお供に面倒を見る気満々だが、彼には心底うっとうしがられている。彼のブロコレ倶楽部入りについては「今度勝てなければ強制入会させる」と言ったり反対だったり、話によってスタンスが変わる。
スティンガー
同じ厩舎の馬たちや騎手までも手玉に取る「悪女」。恋の相手の一頭だったシンボリインディの死で荒れたが見下していた同厩の騸馬・マグナーテンに諌められ、交配はできないものの互いに想い合う関係になった。好物は同名のカクテル。
エルコンドルパサー
デビュー当初はダート路線を邁進するつもりだった。共同通信杯4歳ステークスに出走するときにはコースを芝からダートに変更させるため、念力で雪を降らせた。引退後もダートを得意とする産駒が出てくると喜ぶ。
現役時代は芝のレースへの出走を嫌がったり、ニュージーランドトロフィー4歳ステークスでは当時主戦騎手が同じマトバだったグラスワンダーと対決するにあたり騎手交替を嫌がったりとわがままが多かった。しかしグラスワンダーが骨折していることを知り、気持ちを入れ替えた。
死後には勝たせたい産駒の鼻に自分の天使の輪を引っ掛けて牽引してレースを勝たせる。
スペシャルウィーク
明るく優しい性格である反面、無邪気で子供っぽさも残す。現役時代は人気を獲得するため、キャラクターを使い分けて他馬や人に媚びたり脅したりするなどずる賢い面を見せることもあった。秋の天皇賞勝利後のインタビューにおける主戦騎手・ユタカの一言に打ちのめされてから、自分の今までの行いを反省する。
引退後も産駒が活躍していることから登場回数は多い。セイウンスカイ、グラスワンダー、キングヘイローとは同期のライバルとして親交が深く、キングヘイローとは産駒の応援をする際に競馬場で再会することが多い。
サーガノヴェル
現役時代はハイテンションで声も大きく、軽はずみな言動で周りの馬たちに精神的被害を与えていた。そのうえCBC賞のレース後に暴れたあげく内ラチに激突して外傷を負うなど気性が荒いので、イルバチオが「騸馬にしたらどうか」と漏らしてしまうほどだった。
引退後は性格的にもかなり落ちつき、主婦としての時間の合間に執筆した小説が大ヒットした（詳細は後記「英雄譚」を参照）。原作とは別に同人誌として「やおい本」も作って「湾岸の祭り」（コミックマーケット）に出品している。読書好きなムーヴオブサンデーは彼女のファンである。
ジャングルポケット
登場当初は非常に無邪気でやんちゃな性格で、親友のタガノテイオーとよくじゃれあっていたため、メジロベイリーなどからは「子供っぽい」とからかわれていた。しかし親友の死を境に、大人へと成長するために努力するようになる。
引退後は非常に教育熱心な父親になっており、実の子ではないがブレイクランアウトに対しては「昔の自分と似ている」という理由で、とくに厳しく調教に付き合った。
現役時代はよく舌を出す癖があった。
ローエングリン
白鳥のぬいぐるみがトレードマークの「白鳥騎士」。「天然悪魔」ことヒシミラクルの発言で精神的にやられたり、欧州遠征の際にテレグノシスがベッタリくっついていたことから同性愛の疑惑をもたれたりと損な役回りが多い。皐月賞・ダービーと続けて抽選落ちした経験があるため、彼の前で「抽選」の2文字は禁句である。
2010年には繋養先がテレグノシスやヒシミラクルらといっしょになり、彼らに囲まれて緊張した空気の中での新年を迎えた。
2013年、産駒のロゴタイプが第73回皐月賞を制したが、その発走前にヒシミラクルの激励を受け、またしてもその発言にやられていた。
アグネスタキオン
穏やかで優しい性格だが、現役時代はダービー馬・アグネスフライトの弟ということでいわゆるエリートコースを歩まされていたため、唯一ダンツフレームだけが心を許せる友達だったという。
早くに引退してしまったが、産駒が活躍したため、子供想いの優しいパパとしても多く登場した。
メイショウカイドウ
夏の小倉に並々ならぬ愛着を持っている小倉祇園太鼓の奏者。
サマー2000が新設された際は初代チャンプの騎手の座を狙うタケユタカの口車に乗せられて七夕賞に出走した。
引退後は小倉競馬場の誘導馬に就任して後輩達を太鼓で応援している。小倉記念で一番人気の馬が勝てないのは彼の応援が激し過ぎて調子を崩すためらしい。
エリモハリアー
苦境に追い込まれれば追い込まれるほど好調になる妙な体質の持ち主。レースで勝つために更なる苦境を求めているうちに、すっかり苦境好きになってしまった。
スイープトウショウ
劇場の清掃係（スイープ=掃除）のバイトをしながら大舞台のチャンスを狙う舞台女優。
気性難についてたびたび取り上げられ、とくに2007年の京都大賞典を調教を嫌がったために回避したというエピソードについては、同時期に起こった沢尻エリカ問題とリンクして描かれ、いわゆる「女王様」キャラとなってしまった。
アドマイヤドン
現役時代はよく周りから兄のアドマイヤベガと比較されていた。そのためしばらくは兄のことを嫌っていたが、ダート路線転向や兄の急逝などを経験し、またメンコを被り始めてからは少しずつ自分に自信を持つようになり、次第に兄の偉大さを受け入れられるようになった。
「7冠会」メンバーであるが、ほかのメンバーの前では一歩引いた態度をとっている。
ウオッカ
凛とした男勝り。しかしスミイ厩舎の先輩であるディアデラノビアや、クラシック路線の戦友であったアサクサキングスの前では、甘えたり弱音を吐くといった面も見せる。2007年の宝塚記念でメイショウサムソンと対戦したあと、彼に恋をしたのではという噂が立ち、アサクサキングスがそれを確かめようとしている。
ダイワスカーレット
兄のダイワメジャーをからかうなど無邪気な性格。当初はアドマイヤオーラと仲が良く、いずれも母・スカーレットブーケに「同父の禁断の恋」と誤解されていた。ウオッカとはお互いを認め合う良きライバルであり、引退後もいっしょに新年会を開いて本音を語り合うなど親しく接している。
テイエムプリキュア
コスプレイヤー兼歌手で腐女子。衣装はすべて手作りで、その種類はラムちゃんから初音ミクまでと幅広い。自らの名でありコスプレのレパートリーであるプリキュアシリーズの作風の変化には戸惑っていた。一時は父親のパラダイスクリークの勧めでテイエムオペラオーとお見合いをするためレイヤー引退も考えたが、結局結婚は保留状態のまま、出戻りレイヤーになった。
京都でのイベント（エリザベス女王杯）以降、クィーンスプマンテ、シャラナヤ（調教師のミケル・デルザングルの名がスーパー戦隊っぽいというのが理由）とはオタク友達として仲良くなったほか、演歌歌手のコイウタとは同じ歌手として仲が良い。
ディープスカイ
「ディープの後継者」を自称するが、ディープインパクトとは正反対の尊大で腹黒い性格。理詰めや策略をもってライバルを蹴落とし変則二冠馬となる。しかし秋の天皇賞ではウオッカとダイワスカーレットの前にその策略はまったく通用しなかった。その後2・3着が続いたことにより2009年の宝塚記念後にブロコレ倶楽部より勧誘を受けるが「俺を会長候補として秋のGIを戦う覚悟がおありですか?」と発言し物議をかもした。
オウケンブルースリ
名前のとおりブルース・リーさながらの出で立ちで登場する拳法の達人であり、ヌンチャクの使い手。作者いわく「近年の馬なり界では屈指の動かしやすいキャラ」とのこと。ディープスカイが引退するまでは彼をライバル視していた。
ブエナビスタ
母親のビワハイジも認める大物で、性格、容姿ともに非の打ちどころがなく、勝負強い芯のしっかりした心を持っている。後輩はもちろん同期の牝馬も憧れる存在であるが、何もかもが完璧であるためにティンバーカントリーのようにあまり彼女のことを良く思っていない馬もいる。ブロードストリート、レッドディザイアとはライバル関係にある。
一時期スランプに陥った際には精神的に追い詰められるあまり自らブロコレ入りを志願したが、先にブロコレ入りしていたレッドディザイアの励ましによって立ち直った。
青メンコをつけてダイワスカーレットにコスプレしたり、実はコミケで噂の凄腕の描き手であることが判明するなどといった側面も持っている。
騸馬ンズ（おネェマンズ）
香港から来たアルマダ、ブリッシュラック、グッドババの騸馬トリオで美と恋愛のスペシャリスト。一時期戦績不振に悩んでいたウオッカや、そのウオッカとの対戦後に思春期に目覚めてしまったスーパーホーネットらがアドバイスを受けていた。
ローズキングダム
薔薇一族念願のGI馬ということで周囲からの期待は大きい。スプリングステークス3着に加えGIでの2度の2着や繰り上がり1着などの実績があるため、ブロコレ倶楽部のメンバーからは有力会員候補としてマークされており、母のローズバドやヴィータローザからも「まさか一族のイマイ血（いまいち）が目覚めたのでは…?」と心配されている。
同じレースでデビューしたヴィクトワールピサとはライバルであり、親友として接している。
オルフェーヴル
3冠を達成しながら第60回阪神大賞典で逸走したことを機におっぺけキャラにされてしまい、祖父サンデーサイレンスの怒りを買った。
さらに第91回凱旋門賞でソレミア、第32回ジャパンカップでジェンティルドンナといずれも牝馬に敗れたことから「牝馬に弱い」というイメージも定着してしまい、本人は「三冠馬なのにおっぺけ、凱旋門賞2着馬なのにあぷれぶー!!」とかなり気にしてイメージを変えたがり、アンドレアモンの演技指導を受けることになった。また、現役引退後の新年会パーティではシンザン・シンボリルドルフら歴代三冠馬を迎えたときにガチガチに緊張していた。
ナカヤマナイト
馬名にも含まれている中山競馬場との相性が良く、「中山が大好き」「中山なら負けない」と公言している。
が、同じく中山巧者のダイワファルコンよりも、中山での経験が若干劣っているのが判明した。
アルフレード
デビューから3連勝で第63回朝日杯FSを制して最優秀2歳牡馬に輝いたことで「競馬ってチョロい」と慢心してしまい、休養明けに3連敗の後、屈腱炎で長期休養を余儀なくされてしまった。しかし「この挫折が俺を必ず強くする」と、復活を諦めてはいない。
それだけに、同じようにデビュー5連勝で「競馬ってチョロい」と考えていたカレンブラックヒルの態度が気に入らず、なんとかして挫折を味わわせてやろうと、休養中の身ながら暗躍する。
だが第30回フェブラリーステークスでカレンブラックヒルが1番人気ながら15着と惨敗した際には、「お前がこんな負け方するなんて」「お前は挫折なんかしてないっ」と、本人以上にショックを受けるという、ツンデレキャラにされてしまった。
カレンブラックヒル
デビューから4連勝で「競馬ってチョロい」と慢心し、同じように慢心しながら挫折の憂き目に遭ったアルフレードから怒りを買う。
だが第63回毎日王冠ではアルフレードの妨害工作をものともせずに5連勝、次戦の第146回天皇賞（秋）ではエイシンフラッシュに敗れて5着と連勝が止まるが、それでもトラブル等があったため全然堪えておらず、ついには「挫折すると強くなるのなら、1回やってみようか」とまで言い放ってしまう。
ところが次戦の第30回フェブラリーステークスでは1番人気ながら15着と惨敗。ついに挫折を味わって「挫折ってのは、痛いもんですね…」と打ちひしがれた（それでもアルフレードほどではなく、レースが終わった途端にケロッと気持ちを切り替えている）。

### おもな登場騎手
作中では騎手・調教師など競馬に関わる人間の名前はおもにカタカナ表記である。
タケユタカ
いつも笑顔だが、性格は腹黒い。「記録ゲットマニア」であり、自身の記録達成のために巧みな話術で騎乗馬をその気にさせることが得意。調整ルーム内に秘密の部屋を持ち、そこには八大競走で自分が乗って勝った馬の写真を飾っている。
スゴ腕のチケットゲッターとして登場することもあり、あらゆる手段を用いてチケット（この場合は優先出走権）をゲットするので顧客には人気がある。
オカベユキオ
作者がファンであり（シンボリルドルフの主戦騎手だったため）、当初の作品名「それいけ岡部クン!!」は彼にちなんで名づけられたほどであるが、馬に振り回されるなど損な役回りが多い。騎手引退後は出番が減っている。
フクナガユーイチ
デビュー初年度になかなか重賞を勝てなかったのはターフデビルの仕業だったらしい。カフェテラス「逍遥馬道」に初めて入店した騎手でもある（このときはプリモディーネに馬の着ぐるみを着せられた）。
ヤスダトミオ
愛称「トミー」。コンビを組んだ牝馬がその見た目にガッカリするシーンが多い。しかし情熱深い男で、札幌スプリントステークスのときにコンビを組んだノーブルグラスは中央競馬全場重賞制覇という彼の夢に感動し、この快挙の達成へと導いた。
ヨコヤマノリヒロ
性格やインタビューに独特の味があるため、作者のお気に入りで1巻から登場している。ほかの騎手たちには感動的な話や勝利の話が用意されているのに対し、恋人（キョウエイタップ）との約束より友達（メジロライアン）を選んでしまったひどい男の役（1巻：トレンディ・ドラマ）や、お釈迦様（オカベ）に懲らしめられる孫悟空の役（7巻：すべては手の中）など、お笑い系の話が多い。
マツナガミキオ
愛称は「ミッキー」。紳士的で優しく馬思いの性格で、馬からも人気がある。イケメンでもある彼に恋心を抱いて一挙手一投足に動揺する牝馬も少なくなく、良くも悪くも影響力は大きい。ロンドンブリッジやサンヴィクトワールなどは、彼にフラれたと思い込んでしまい相当なダメージを受けている。逆に彼が調教師試験を受けていることを知ったヘヴンリーロマンスは「まだミキオさんと一緒に走りたい」という熱い思いが原動力となり、天皇賞を激走、勝利した。
アンドウカツミ
騎手引退表明後、オグリキャップら現役続行を求めるお手馬たちに拉致されてその思いを手紙（なぜか大半が馬名に引っ掛けたダジャレばかりだった）によって次々に伝えられる、という夢を見た。

### おもなオリジナルキャラクター
誘導馬仮面
もともとは競馬場におけるマナーの悪い客を懲らしめるために登場。作者が競馬の現状に対し不満を述べたいときに登場させることが多い。普段は某競馬場で誘導馬をしているそうである。好物は青汁。
ターフデビル
東京競馬場の大ケヤキに棲む悪魔。馬からの依頼や独自の判断により、馬や騎手の記録達成や勝利を妨害するのが仕事。「馬に仇なす者は私だけで結構」との理由で、マナーの悪い観戦客らに対して攻撃をしかけたこともある。一方でユタカに関しては「競馬の神様に祝福された者」なので手出しをしない。
「チロリンチロリン」という擬音とともに登場する。人間、および性格が人間臭いオグリキャップには姿が見えない。
誘導馬仮面とは宿敵同士だが、単行本に特別編として描かれた「誘導馬仮面対ターフデビル」は両者がともにマナーの悪い少年たちを懲らしめるという結末であった。作中の人形劇でも横浜市の勝馬投票券発売税を批判したりばんえい競馬支援を訴えるといった共闘が見られる。
ローエングリンから「ヒシミラクルを宝塚記念で惨敗させてほしい」と依頼された際には、仕掛けた罠がことごとく裏目に出て失敗している。間違えてユキチャンに誘導馬仮面の扮装をさせたりと、そそっかしいところもある模様。
北味の秘書
商社シリーズに登場。（株）北味・社長のノーザンテーストの秘書を務める。のちに日静社の社長室長に転ずるが、キャラクター名はそのまま。会社組織の「意志」の具現化という存在なので、老いたり死んだりすることはない。
ホースメンタルクリニックの医師
馬の悩み（最近勝てないなど）の相談に応じ、精神科医としてアドバイスなどを行う。第1巻ではグリンモリーが医師として登場し、自らと同じく怪我でオカベの期待に応えられなかったドライビングモール（1987年生、5戦2勝）にアドバイスを施す。
蛯原こずみ
競馬マニアのOL。友人には競馬マニアであることを隠しているが、1マイル=1600メートルと即答したり、北海道の馬産地の名をスラスラ言えたりするので不思議がられている。福島競馬場に遠征した際には入場料の違いや当時福島競馬場が先行導入していたマークシートに戸惑ってしまい、地元のベテランファンのおやじに笑われた。
姓の読みは「えびはら（屈腱炎の通称）」。「こずみ」とは馬に筋肉痛や筋炎が発症した際に見られる歩様の異常のことを指す言葉である。名前を聞くと馬がみんな逃げ出して行くという。おばあちゃんの名前は「ソエ」（管骨骨膜炎の通称）。
佐々張ケンタ
若手の競馬記者。本編には名前が出てこないが登場機会は多い。姓の読みは「ささばり（笹針）」で、やはり名前を聞くと馬がみんな逃げ出して行く。名前の初出は日刊アスカ連載の「ターフレポーター アスカにおまかせ!」。
ナンでもアリま記念の実況アナウンサー
ナンでもアリま記念の回に進行を務める馬。以前「毎年司会の私は誰なのか?」という質問に「私は馬!馬でございますっ ただの馬です!」と答えている。2000年には20世紀最後を記念して衣装を変えた（と言ってもスクリーントーンを変えただけ）が、以前に使用していたトーンが絶版になってしまったために2001年以降も2000年バージョンの衣装を着ている。
コレクトビル
テイエムオペラオーのもとにクラシック登録料の集金に来た馬。名前はcollect（集める）+bill（紙幣）から。
ルドルフの馬車馬
シンボリルドルフが登場する際に乗る馬車を引く2頭の馬。自分たちの職務には不満を持っていない様子。過去にはシンボリクリスエスやトウカイテイオーが彼らの代わりにされたこともあった。
白鳥のぬいぐるみ
ローエングリンが持っているぬいぐるみ。当初はただのぬいぐるみであった。ローエングリンがターフデビルにヒシミラクルを惨敗させるよう依頼した際に報酬として差し出されたが、失敗したため返ってきた。
その後次第にしゃべり出して動き回るようになる。ローエングリンがなかなか結果を出せなかったことで自身の存在理由を見失い、北海道で種牡馬入りしていたヒシミラクルのもとに向かったこともあったが、ヒシミラクルに説得されて引き返した。
ターフデビル扮する黒鳥とともに主役となることがあるが、彼らが主役の回では白鳥が「（馬マンガなのに）これじゃ鳥マンガじゃないか!!」とつっこむのがお約束となっている。
第395R「応援、する?しない?」において発した台詞から実はアヒルだと判明した。「生命保険のCM」に関する台詞は単行本では差し替えられている。
その後はしばらく出番がなかったが、第685R「お役に立たねば」ではジェンティルドンナのお付きとして牝馬3冠達成に貢献した赤い鳥（アパパネ）に刺激を受け、種牡馬としてのローエングリンを支えるべく、息子のゴットフリートのサポート役に付いた。その後、併せて同じく息子のロゴタイプの面倒も見るようになっている。
坂路の鹿
栗東の坂路コースにときどき乱入してくる鹿。坂路コースのレコードタイムを持っているらしい。鹿に調教を妨害された馬が「偶蹄目のくせに」などとつぶやくのがお約束。
ヤギ
ジィことドージマムテキがいつも連れているヤギ。ジィの放牧場の近くで飼われているらしく、シーキングザダイヤの調教パートナー（ジィいわく「かなり強い」らしいが、シーキングザダイヤは何度も拒んでいる）、さらには密偵としても活躍している。
赤い鳥（アパパネ）
キングカメハメハのお使い役でハワイからはるばるやってきたアカハワイミツスイ。アパパネとはアカハワイミツスイの英名である。
キングカメハメハから娘のアパパネへの手紙を託されるが、その道中で北海道の冬の寒さに耐え切れず倒れているところをローエングリンの白鳥に助けられる。無事アパパネに手紙を渡し、彼女が阪神ジュベナイルフィリーズに勝利したあとはお目付け役としてそばにいた。
2012年にアパパネが引退したため、以後は彼女の意向で同じく牝馬3冠を期待されたジェンティルドンナに仕えることになったが、それも彼女が無事牝馬3冠を達成し、第32回ジャパンカップも制したのを機に「これからは自分の力で戦ってかなくちゃ」ということで、第685R「お役に立たねば」の冒頭で御役御免となり、アパパネのもとへと帰っていった（その際、ジェンティルドンナからはお礼のマフラーを贈られている）。
思い詰めすぎるのが欠点らしく、ジェンティルドンナが秋華賞を前にヴィルシーナより絶交を宣言されたのを目撃した際に慌ててしまい、思い余って画鋲を取り出してヴィルシーナへの妨害工作を企むも、その意図を読みきっていたアパパネに窘められ、阻止された。

### 架空の施設
馬の温泉
実在の施設と異なり、馬が人間の様に入浴する表現にて描写されている。「ダービーの着順によって序列が決まる」という不文律（前述）がある。ただしダービー優勝馬が複数いる場合の序列は不明（作中に該当シーンが1回あるが、この時の登場馬はシンボリルドルフ・トウカイテイオーの親子2頭のみであった）。
カフェテラス「逍遥馬道」
美浦・栗東（当初は栗東のみだった）の坂路コースのそばにある馬専用のカフェテラス。ウェイトレスは芦毛の牝馬であることが採用の条件で、オーナーも同じく芦毛の牝馬。
どんなメニューの注文にも応じ、季節外れの食材は缶詰などを使って対応する。
客として騎手が馬の着ぐるみを着て来ることもあるが、オーナーはウェイトレスに「気がつかないふりをして差し上げなさい」と指示を出すなど容認の姿勢。
ショットバー「ウッドチップ」
シンボリルドルフや「商社編」のノーザンテーストが通うバー。1993年の有馬記念の前後、このバーでシンボリルドルフと現役時代のライバル・ビゼンニシキが語り合うエピソードが展開されている。通常有馬記念が本編の題材に使われることはないが、このときだけは例外的に題材となった。

### 架空の親睦団体
競走成績や受賞歴に共通項のある競走馬による親睦団体がいくつも登場する。
- ブロコレ倶楽部（後述）
- ル・サロン・ダルジャン：日本語に訳すと「銀の会」、銀とは2着のこと。ブロコレ倶楽部のライバル団体として登場。のちに両者は統合されたが、会自体は継続中。レーヴドスカー・メイショウドトウが所属。
- MVHサクセション：2年連続[28]で年度代表馬を受賞した馬を対象とした殿堂。メンバーはシンボリルドルフ（発起者）、シンザン、ホウヨウボーイ、シンボリクリスエス、ディープインパクト、ウオッカの6頭。
- 7冠会：日本競馬史上最多（当時）となるG1競走7勝を挙げた馬が対象。メンバーはシンボリルドルフ、テイエムオペラオー、ディープインパクト、アドマイヤドン、ウオッカら。
- G1砂の会：ヴァーミリアンがダート交流G1 9勝を挙げたのを機に、7冠会から分派する形で結成。メンバーはヴァーミリアン、アドマイヤドンを中心にブルーコンコルド、カネヒキリらダートG1馬。

## おもなシリーズ

### ブロコレ倶楽部
「ブロンズコレクター倶楽部」の略。BCCとも略される。重賞（とくにGI）で2着や3着を繰り返す馬によって構成される親睦団体を描いたシリーズ。作中ではワイド・三連複・三連単はブロコレ倶楽部の働きかけで、馬単はメイショウドトウの働きかけでそれぞれ導入されたという設定になっている。初期には「ブロコレ」を「ブロッコリー」と勘違いするなどのネタがあったり、しぶしぶ入会する馬も多くいた。
ブロコレ倶楽部の入会資格は「イマイチであること」と「重賞で3着以内に入る（=馬券の対象になる）程度の実力があること」。特に後者は「複勝やワイドでファンの皆様にささやかなお返しができる」として重要視されており、三連複導入前には「7頭立てで3着に入るも、複勝2着払のため馬券は不的中で他の会員から白い目で見られる」（ホッカイルソー）、「3着だが複勝配当が100円（元返し）だったため入会を拒否される」（ナリタトップロード）といった話もあった。入会の目安としては「重賞で3回以上連続で2着もしくは3着に入っている」ことが挙げられるが、最終的に入会させるかどうかは「作者の気分」で決まるため、この条件を満たす馬であっても入会していないケースも過去にある。一例を以下に記す。
- シーキングザダイヤ：交流重賞を含むGI4連続2着があったが選出されず。単行本24巻の巻末漫画によれば、この扱いについて作者も苦慮していた模様。
- ブエナビスタ：GIで2着5回、3着2回。さらに2度降着の憂き目にあったため、自ら倶楽部に確認したこともある[10]が、「イマイチである」という条件に当てはまらないとして反対されている[10]。
- ロサード：重賞5勝を挙げるもGIでは入着どまり。メンバーにはならなかったが、2001年の毎日王冠（2着）出走の際にしきりに倶楽部のことを気にかけていた。
- ドリームジャーニー：一時期成績不振に陥った際に自薦で入会希望するも父・ステイゴールドに激しく拒否される。2010年のオールカマー2着後に父から入会を命じられる[29]が今度は拒否[30][10]。

戦績にあわせて名前のインパクトがブロコレ新時代を背負う器に相応しいという理由でオレハマッテルゼを勧誘したこともあった。凱旋門賞3位入線ということでディープインパクトや、馬ではないが薔薇一族を含めGIで勝ちきれない馬を多数管理しているハシグチ調教師も狙われている。
ステイゴールド、テイエムオペラオー、ウイングアローのようにブロコレ倶楽部に入ったあとにGIで勝利するなど活躍する馬もおり、それがネタにされることもある。

#### おもなメンバー
競走成績についての詳細は各馬の項目を参照。
- ナイスネイチャ：発起者。有馬記念3年連続3着などの記録を残す。
- ロイスアンドロイス：発起者。団体発足時にはすでに死んでいたが霊界から現れる。別名「最強の3勝馬」。
- ホッカイルソー：発起者では唯一の現役馬だった。後に屈腱炎を克服しオールカマーを勝ち、感動系名馬となり卒業を宣言した後も後輩馬の激励など活動を続ける。
- メジロブライト：ブロコレ発足の回で勧誘される。後に天皇賞馬になり脱退を宣言するが、最終的に｢僕はもう現実から逃げないことにした｣といって会にとどまる。
- ステイゴールド：ホッカイルソーのスカウトにより1999年の宝塚記念後に入会。のちに2着も多かった（GIで2着4回など）ためにシルコレ部長となる。
- クロックワーク：最初の女性会員で書記を務めた。条件クラスで3着と取りこぼしたあと、トライアル3着で出走権を獲得した1999年秋華賞で2着、重賞で3度3着を記録。
- テイエムオペラオー：1999年の東京優駿から有馬記念までの5走が3、3、2、2、3着だったため2000年初めに入会。古馬になってから勝ち続け、事実上「現役最強馬」となったことから一時はクビを言い渡されるが、のちに名誉会員へと格上げになる。その特権として「ゴルコレ倶楽部」を立ち上げた。そうした経緯から、入会について「早まった」と少し後悔していたこともあった。
- ウイングアロー：自薦でダート部長に就任。就任後にGI2勝を挙げるがテイエムオペラオーほどではないということでとくに沙汰はなかった。
- ナリタトップロード：自薦で入会しようとするもそのレースの複勝配当が100円だったため一度は拒否された。その後改めて入会。天皇賞春3年連続3着の記録を残す。死んだあともレギュラーメンバーとしてまめに顔を出している。
- トゥザヴィクトリー：ローズバドを倶楽部に引き込む。2010年には息子のトゥザグローリーが有馬記念で3着に入った。
- ローズバド：ローズキングダムの母親。息子との決着がついていないとしてブエナビスタの倶楽部入りに反対している[10]。
- コイントス：ナリタトップロードが引退する際に彼の推薦により入会。2002年有馬記念3着など重賞では2着5回、3着6回。
- ヴィータローザ：未勝利時代に3着を6回記録、姉のロゼカラーが娘のローズバドに入会を打診するが実力不足を理由に拒否される。のちに実績を挙げて入会。
- シックスセンス：2006年京都記念勝利後に自薦で入会するも直後に故障、引退。故障した名残で右前脚に包帯を巻いている。ステイゴールドが産駒の応援にかまけて留守のときは皆のまとめ役。死んだあともナリタトップロード同様レギュラーメンバーとして天界からやってくる。
- マチカネキララ：2006年エプソムカップと札幌記念で上位人気に推されながらの連続3着がある。
- ディアデラノビア：2006年エリザベス女王杯では繰り上がり3着になるなどし、ほかのメンバーから「大物」と言われた。
- スマートギア：2009年以降に重賞で2着が3回。
- レッドディザイア：テイエムオペラオーからの勧誘もあったが、結局自薦で入会。
- ヒルノダムール：2011年京都記念3着を期に強制入会[31]。
- ワンダーアキュート：2011年末からジャパンカップダート2着→東京大賞典2着→フェブラリーステークス3着とGIで連続2・3着が続き強制入会[32]。なお、2012年11月にJBCクラシックを勝つが、その後はジャパンカップダート2着→東京大賞典3着→川崎記念2着→フェブラリーステークス3着と会にふさわしい内容が再び続いている。
- ダノンバラード：2012年3月現在、キャリア9戦中3着が5回という実績から入会が決定[33]。倶楽部の活動が低迷し、ステイゴールドも産駒を重視して倶楽部を突き放した格好となった時期に関ヶ原ステークスで勝利を収め、再活性化のきっかけを生み出す。その後も第54回AJCCを制するなどして、先輩会員からは「ブロコレのくせに、勝ってどうする!」と嬉しい悲鳴（?）が上がっている。
- ヴィルシーナ：2012年に入り桜花賞・オークス・ローズS・秋華賞・エリザベス女王杯と重賞で5連続2着を記録し、メイショウドトウの勧誘（というか自身も同じようにテイエムオペラオーに辛酸を舐めさせられた経験があることから、本人の意志を確かめようとしていた）もあり、ヤケッパチのまま自ら入会[34]。当初は素直な性格だったが、常にジェンティルドンナに辛酸を舐めさせられるうちに捻くれてしまい、ブロコレ入りする頃には常にムッツリの「大魔神顔[35]」になってしまった（本人はこともあろうに「ドンナに勝つまではこの顔」と宣言してしまい[36]、それゆえ第8回ヴィクトリアマイルを制した際も勝ったのに大魔神顔は相変らずという結果になったため、さすがにその発言を後悔していた[37]。なお、結局ジェンティルドンナに先着できたのは2014年の宝塚記念の一度のみ（この時はヴィルシーナ3着、ジェンティルドンナ9着）で、引退までジェンティルドンナを抑えて勝利することは叶わなかった）。
- ルーラーシップ：2012年秋古馬三冠路線（天皇賞（秋）、ジャパンカップ、有馬記念）において全て3着。ヤケ酒で酔いつぶれていたところをブロコレの新年会に巻き込まれ入会[36]。
- アドマイヤラクティ：2着4回、3着5回、3戦連続3着という実績でAJCC後にダノンバラードから勧誘。一度は断るものの結局入会[38]。同馬は2014年にオーストラリアのG1コーフィールドカップを制する。
- ホッコータルマエ：3着→3着→2着→3着という成績でヒルノダムールが東海ステークスで捕獲。一度は断るものの結局入会[38]。が、それ以降重賞4連勝と絶好調で、「これ以上勝ったらブロコレ追い出す!」と歓喜の悲鳴（?）が上がっている。
- アドマイヤタイシ：重賞4連続2着[39]のところで同馬主のアドマイヤラクティから推薦された。一度は断るものの第35回新潟大賞典でまた2着になり、入会後に活躍中のホッコータルマエを見て入会[40]。

### 商社シリーズ
種牡馬を社長とした会社に見立てて話を作っている。当初は商社間のシェア争いがメインだったが、途中からは物流など別分野の話も登場した。サンデーサイレンス、ノーザンテーストといった主役となる馬が死んだあとも「天国での会社ごっこ」という形でシリーズは継続されている。

#### おもな会社
- 北味（ノーザンテースト）：読み方は「きたあじ」[1]。今は日静の一部となっている。単行本未収録作には「新潟支社」が存在しており、支社長は当時準オープンクラスを走っていたベテランのダイナバトラーだった。
- アンバー社（アンバーシャダイ）：北味の直系子会社。
- 東商（トウショウボーイ）
- 日静（サンデーサイレンス）
- トニー便（トニービン）
- Bタイム（ブライアンズタイム）
- リアル社（リアルシャダイ）
- ミル商事（ミルジョージ）：単行本未収録。

### 恋のマイル戦
1マイル前後のレースを走る馬たちの織り成す恋模様を描いたシリーズ。ベースとなっているのは、初期の人気シリーズであるダイタクヘリオスとダイイチルビーの「ヘリオス・ルビー恋物語」。作者いわく、当初ローテーションが同じでよく対戦していた両馬をネタにして半分シャレのつもりで恋愛ドラマ風に描いたところ、予想外に反響を呼びシリーズ化されたという（『馬より素敵な役者はいない』の「『ヘリオス・ルビー』シリーズとの死闘」より）。タイキシャトルとキョウエイマーチの淡い想いを描いたり、ダイタクヘリオスの仔のダイタクヤマトとメジロダーリングの恋を扱った続編がある。
後付けではあるが、デュランダルがマイルチャンピオンシップに挑戦する際に相談を受けたニホンピロウイナーはシャダイソフィアに関する悲しい思い出を少しだけ語っている。その後、レース直前にダンスインザムードを見かけたデュランダルはきついローテーションが可哀想だと思ったが彼女は2着と健闘し、同父だけどちょっと気になる存在に変化した。
スカーレットブーケはダイタクヘリオスに片思いしていたが、思いを伝えないまま現役生活を終えた。後年、息子のダイワメジャーがダンスインザムードとふざけて遊んでいたのを「同父の禁断の恋」と誤解し、同じく勝手に恋愛と思い込んだダンスインザムードの姉・ダンスパートナーと激しい口論となるドタバタ展開もあった。

### 英雄譚
サーガノヴェルが執筆する、とある王国を舞台とした物語。当時流行していた映画『ロード・オブ・ザ・リング』の影響を受けている。主人公はサニングデール、デュランダル。2003年の短距離 - マイル戦線で活躍した馬が多数登場した。しばらくシリーズとしては途絶えていたが、2009年夏にデュランダルの仔がデビューすると久々に登場した。

#### おもな出演馬
- サニングデール：主役。「女王付きの近衛兵」という設定。女王に密かな想いを寄せていたが、それを胸の奥に秘めお側近くに仕えている。しかし、胸の痛みに耐えかねて孤独の旅に出たときに女王が敵国の襲撃を受けて傷を負わされたという知らせを聞いた。傷を負わせた剣の名はデュランダルで、宿命のライバルとなる彼との戦いが始まった。
- デュランダル：サニングデールのライバルの剣士。
- ビリーヴ：女王。
- テレグノシス：超能力者。
- ウインラディウス：魔術使い。
- シーイズトウショウ：美女剣士。
- カルストンライトオ：醜面の補弼。シーイズトウショウに仕えていたが密かに力をつけ、剣士としての勢いが止まらなくなってしまった。
- ツルマルボーイ：宰相。
- カリバーン：デュランダルの息子。父のような剣士を目指す。なおこの漫画では「カリバーン」は「エクスカリバー」とは別の剣としている。
- ジュエルオブナイル：デュランダルの娘。女ながらコクラの国（小倉2歳ステークス）を制した。
- エリンコート：デュランダルの娘。聖遺物の水晶の力を借り、樫の冠（オークス）を手にした。

### 任侠シリーズ
オグリキャップ・イナリワン・タケユタカらがヤクザ役に扮する初期の人気シリーズ。商社シリーズとも関係があり、サンデーサイレンスが「日静会」を率いて登場したりもした。これとは別にキタサンヒボタンが主役の女壷振り師のシリーズもある。昔任侠映画のファンだった作者は続きが書きたいらしいのだが、任侠キャラとして成立する馬がいないためシリーズを続けられないらしい。
最近になってキタサンブラック（馬主がかつて任侠映画に出演したことで知られる北島三郎）の登場もあって再び描かれるようになり、ディープインパクト率いる「深衝組」とキングカメハメハ率いる「金亀組」の抗争が中心となっている。

### グルメ旅シリーズ
ノボトゥルーを主役に、地方遠征先のご当地土産やグルメを堪能するシリーズ。紹介されるお土産やグルメは実在するものであるが、名前が伏字で紹介されることが多い。
初期はノボトゥルーとノボジャックのコンビであったが、ノボジャックが引退したあとは相方がシーキングザダイヤに代わりシリーズを引き継いだ。2008年1月にシーキングザダイヤが引退したあと一度だけシリーズが復活したが同年にノボトゥルー自身も引退し、その後のシリーズ展開はない。

### サム君パス君
ドリームパスポートが自分に勝った馬に手渡す「夢のパスポート」を手に入れるべく、メイショウサムソンをはじめとした同世代の競走馬が集うシリーズ。メイショウサムソン（以下、サム君）は当初ドリームパスポート（パス君）を利用するべく友達として接近するが、あまりにも「いい馬」なパス君に罪悪感を抱く。
作者自身はイマイチ系コンビとしての短編的なスタンスで描いていたが、2006年の皐月賞で両馬のワンツー決着になるなどクラシック戦線で活躍したためシリーズ化された。
そして「夢のパスポート」の効力か、サム君はクラシック2冠を達成。しかし「夢のパスポート」は有効期限が3か月くらいで切れるらしい。
「夢のパスポート」という言葉はこのシリーズとは関係なく作中の馬たちや関係者の会話に出てくることがある。

### ナンでもアリま記念&馬なり新年会
「ナンでもアリま記念」は有馬記念のパロディとして描かれる年末恒例のシリーズである。その年の話題の馬や人がゲストとして登場するほか、主要キャラクターが総出演するオールスター的要素も持っている。「馬なり新年会」も同様で、普段あまり描けないようなダジャレネタを中心としたシリーズとなっている。
この2つは恒例のシリーズとなっている。実際の有馬記念のレース結果が話のベースとなっていないのは、印刷業界の正月休みと重なるため。

### イソイソシリーズ
ビワハイジが「うっかり見てしまった禁断のカラミ」など、勘違いから来る妄想に悩まされるシリーズ。作中ではビワハイジが「イソイソ」の擬音とともに登場するのがお約束となっている（現役時代からすでにそうであった）ことから、そのままシリーズ名として定着した。
例年、年初にこのエピソードが登場しているが、2009年には産駒のブエナビスタが活躍した関係から、ビワハイジの登場頻度が増している。ブエナビスタからは「誤解は母さんの得意技」だとたしなめられている。
- 現役当時、主戦騎手のツノダのもとを訪れた際に、彼が餅の食べすぎをやめさせようとしてヒシアケボノと喧嘩になったところを目撃。しかしこれを「ツノダさん…オトコ（とのカラミ）もOKなの?」と勘違い。
- 母になったビワハイジは息子・アドマイヤジャパンの激励に来たのだが、そこで見たのはヨコヤマ騎手の騎乗をめぐって争う息子とクラフトワーク、そしてヨコヤマ。「オトコ3人三角関係の修羅場中??」と勘違い。
- 息子・アドマイヤオーラを激励に来たときにはダイワスカーレットとの争いを「同父（アグネスタキオン）の禁断の恋…?」と勘違い。ビワハイジとダイワスカーレットの母・スカーレットブーケはこれ以降、互いを意識しつつも「よきライバル」として接している。
- 2008年にはアドマイヤオーラとエイシンデピュティの会話で出てきた「HG（ハイアーゲーム）にやられてイタかった」（2007年鳴尾記念で2頭とも負けた）を「ハードゲイに襲われた」と勘違い。さらに翌2009年正月にはアドマイヤオーラとアドマイヤフジの会話に出てきた「焼き餅が大好き」を「ヤキモチが大好き」と勘違い。
- 2009年、オークスでは出走馬の1頭のハシッテホシーノが名付け親であるほしのあきのような容姿だったため、競走形式を「アイドルの衣装勝負」と勘違いしてしまいそうになった。
- 2010年秋の天皇賞のレース後、ブエナビスタの「獲れるものは全部獲って年度代表馬を目指す」というコメントに「これ以上何を取るの??」と取るものを勘違い[45]。
- 2011年は「レーヴ（ディソール）、チューリップ賞へ」という新聞記事の見出しを見て、なぜ息子のトーセンレーヴが牝馬限定のレースに出走できるのかと勘違い[44]。

### カノちゃんスーちゃん
控えめで内気な性格のカノちゃんことカノヤザクラと活発で明るい性格のスーちゃんことスリープレスナイト、性格が正反対の2頭の複雑な友情関係を描くシリーズ。カノちゃんの視点で描かれることが多く、スーちゃんが引退したあとはカノちゃんの後輩のエミちゃん（カレンナホホエミ）とナディちゃん（グレナディーン）に引き継がれており、カノちゃんは2頭の保護者的な立場にまわっている。

### 音楽シリーズ
2008年10月26日に京都競馬場の新馬戦で揃ってデビューしたリーチザクラウン、アンライバルド、ブエナビスタ、スリーロールスを中心に、2009年度3歳馬をミュージシャンに見立て、同期ライバルたちと競い合いながらそれぞれがトップアーティストを目指していく姿を描くシリーズ。

#### おもな出演馬
- リーチザクラウン：このシリーズの主役的存在。もともとブエナビスタ、アンライバルドらとユニットを組みデビューするが、メンバー間の音楽性の違いで解散。その後フローテーションといっしょに活動するも彼が旅に出てしまったためソロで活動。ストリートなどで地道なライブ活動をしながら自身の音楽を追及する。いっしょにデビューした馬たちが次々と大物になっていくなかで取り残されてしまうが、ストリートライブで食われたロジユニヴァースと皐月でのフェス（皐月賞）で再会。お互いの息や音楽性が合ったことからユニット結成に至る。担当パートはギター。
- フローテーション：リーチザクラウンの先輩。ゴールドシチーにヘビメタに勧誘されるもリズム感のなさを指摘され、リーチザクラウンに書き置きを残してリズム感を養う旅に出てしまう。
- ブエナビスタ：リーチザクラウンやアンライバルドと同じグループでデビュー。のちにトップアイドルミュージシャンとなる。
- アンライバルド：リーチザクラウン、ブエナビスタらのグループのリーダーであり、当時のパートはキーボード。のちに売れっ子ロックシンガーとなる。性格はエリートコースを歩む兄たちと違い、我が道を行くロッカー気質である。
- ロジユニヴァース：地道なライブ活動を行っており、歌唱や楽曲のセンスの高さで一躍トップアーティストの仲間入りを果たすも、皐月でのフェスで自身が「井の中の蛙」だったことを思い知らされる。その後リーチザクラウンと意気投合したことから本格的にユニットを組む。担当パートはキーボード。
- スリーロールス：リーチザクラウン、ブエナビスタ、アンライバルドらといっしょにデビューしたが、彼らとは別に音楽活動を行っていた。大作バラードが得意。父・ダンスインザダーク譲りのセンスでトップミュージシャンへの仲間入りを果たすが、その後重度の怪我を負い、活動を停止。
- セイウンワンダー：2歳時に日本最大級のヴォーカルオーディション（朝日杯フューチュリティステークス）に優勝した実力の持ち主で、戦線離脱したリーチザクラウンやアンライバルド、スリーロールスらに才能を見込まれ2010年の宝塚音楽祭（宝塚記念）で復帰するロジユニヴァースのサポートを頼まれたが、結局うまくいかなかった。
- ナカヤマフェスタ：裏方としての活動が主であったためあまり目立たない存在であったが、宝塚音楽祭ではブエナビスタに奏者としての実力の高さを感心されていた。

## 単行本
単行本は従来年1 - 2冊ペースで不定期に刊行されてきたが、2007年より刊行体制を改めて年2回（春・秋）の定期刊となり、巻数の表記も「第24巻」といった通巻表記から「2007年春」というように刊行時期による表記に改められた。
通常版以外に2004年には「オグリキャップ編」「ダービー編」「オークス編」「ブロコレ倶楽部編」という4種類の特別編集版が、2007年にはコンビニコミックとして「一年の総決算!なんでもアリま記念編」が、2009年には連載20周年を記念した「総集編 甦れ!名馬たち」が刊行されている。一部の特別編集版には通常版に未収録の作品も掲載されている。
2019年7月現在、単行本は合計55巻（通常版49巻+特別編集版6巻）刊行されている。

### 通常版
- 馬なり1ハロン劇場
  1. 1992年5月12日発売 ISBN 4-575-93294-9
  2. 1992年9月23日発売 ISBN 4-575-93309-0
  3. 1993年3月27日発売 ISBN 4-575-93328-7
  4. 1993年12月11日発売 ISBN 4-575-93349-X
  5. 1994年8月27日発売 ISBN 4-575-93370-8
  6. 1995年4月26日発売 ISBN 4-575-93396-1
  7. 1995年11月28日発売 ISBN 4-575-93425-9
  8. 1996年5月28日発売 ISBN 4-575-93445-3
  9. 1996年12月10日発売 ISBN 4-575-93479-8
  10. 1997年11月12日発売 ISBN 4-575-93535-2
  11. 1998年5月28日発売 ISBN 4-575-93566-2
  12. 1998年12月14日発売 ISBN 4-575-93599-9
  13. 1999年12月11日発売 ISBN 4-575-93663-4
  14. 2000年11月28日発売 ISBN 4-575-93720-7
  15. 2001年7月19日発売 ISBN 4-575-93748-7
  16. 2002年5月13日発売 ISBN 4-575-93777-0
  17. 2002年12月12日発売 ISBN 4-575-93805-X
  18. 2003年5月12日発売 ISBN 4-575-93831-9
  19. 2004年2月28日発売 ISBN 4-575-93880-7
  20. 2004年9月28日発売 ISBN 4-575-93907-2
  21. 2005年4月12日発売 ISBN 4-575-93944-7
  22. 2005年12月12日発売 ISBN 4-575-93984-6
  23. 2006年10月28日発売 ISBN 4-575-94040-2
  24. 2007年2月10日発売 ISBN 978-4-575-94066-4

  - 2007春 2007年5月22日発売 ISBN 978-4-575-94088-6
  - 2007秋 2007年11月28日発売 ISBN 978-4-575-94138-8
  - 2008春 2008年5月28日発売 ISBN 978-4-575-94169-2
  - 2008秋 2008年11月28日発売 ISBN 978-4-575-94199-9
  - 2009春 2009年5月20日発売 ISBN 978-4-575-94230-9
  - 2009秋 2009年11月28日発売 ISBN 978-4-575-94255-2
  - 2010春 2010年5月28日発売 ISBN 978-4-575-94282-8
  - 2010秋 2010年11月27日発売 ISBN 978-4-575-94299-6
  - 2011春 2011年5月28日発売 ISBN 978-4-575-94319-1
  - 2011秋 2011年11月28日発売 ISBN 978-4-575-94337-5
  - 2012春 2012年5月28日発売 ISBN 978-4-575-94349-8
  - 2012秋 2012年11月20日発売 ISBN 978-4-575-94367-2
  - 2013春 2013年5月20日発売 ISBN 978-4-575-94382-5
  - 2013秋 2013年11月20日発売 ISBN 978-4-575-94397-9
  - 2014春 2014年5月20日発売 ISBN 978-4-575-94411-2
  - 2014秋 2014年11月20日発売 ISBN 978-4-575-94430-3
  - 2015春 2015年5月20日発売 ISBN 978-4-575-94446-4
  - 2015秋 2015年11月20日発売 ISBN 978-4-575-94462-4
  - 2016春 2016年5月20日発売 ISBN 978-4-575-94472-3
  - 2016秋 2016年11月19日発売 ISBN 978-4-575-94488-4
  - 2017春 2017年5月20日発売 ISBN 978-4-575-94501-0
  - 2017秋 2017年11月22日発売 ISBN 978-4-575-94513-3
  - 2018春 2018年5月19日発売 ISBN 978-4-575-94527-0
  - 2018秋 2018年11月21日発売 ISBN 978-4-575-94540-9
  - 2019春 2019年7月25日発売 ISBN 978-4-575-94554-6

### 特別編集版
- 馬なり1ハロン劇場 オグリキャップ編 2004年4月12日発売 ISBN 4-575-96087-X
- 馬なり1ハロン劇場 ブロコレ倶楽部編 2004年4月12日発売 ISBN 4-575-96088-8
- 馬なり1ハロン劇場 ダービー編 2004年5月12日発売 ISBN 4-575-96090-X
- 馬なり1ハロン劇場 オークス編 2004年5月12日発売 ISBN 4-575-96091-8
- 馬なり1ハロン劇場 一年の総決算!なんでもアリま記念編 2007年12月6日発売 ISBN 978-4575993868
- 馬なり1ハロン劇場 総集編 甦れ!名馬たち 2009年5月20日発売 ISBN 978-4-575-94231-6

## ゲーム
1994年から1999年にかけてゲーム化もされた（PC-9800シリーズ版2作、Windows版3作、セガサターン版1作）。プレイヤーはオーナーブリーダーとして競走馬を生産し、レースに出走させるという競馬シミュレーションゲームであった。最大の特徴は漫画同様に「馬が言葉を話す」という点で、コンディションの目安となっていた。

### PC-9800版
- 馬なり1ハロン劇場（マイクロビジョン、1994年12月16日）
- 馬なり1ハロン劇場2（マイクロビジョン、1995年11月17日）

### Windows版
- 馬なり1ハロン劇場3（マイクロビジョン、1996年11月）
- 馬なり1ハロン劇場3DX（マイクロビジョン）
  - 通常版（1997年7月）
  - NET版（1997年9月）
- 馬なり1ハロン劇場98（ボーステック、1999年3月12日）

### セガサターン版
- 馬なり1ハロン劇場 1997年12月4日発売（マイクロビジョン）
  - 公式ガイドブックも発行されている（1998年2月10日、ISBN 978-4575160871）。